# Hadrogryllacris ferrotestacea
Hadrogryllacris ferrotestacea är en insektsart som först beskrevs av Johann Gottlieb Otto Tepper 1892.  Hadrogryllacris ferrotestacea ingår i släktet Hadrogryllacris och familjen Gryllacrididae. Inga underarter finns listade i Catalogue of Life.